# Reidsville, Georgia
Reidsville är administrativ huvudort i Tattnall County i Georgia. Orten har fått sitt namn efter politikern Robert R. Reid. Enligt 2010 års folkräkning hade Reidsville 4 944 invånare.